# Covas (Vivero)
Covas (llamada oficialmente San Xoán de Covas) es una parroquia y un lugar español del municipio de Vivero, en la provincia de Lugo, Galicia.

## Otras denominaciones
La parroquia también es conocida por el nombre de San Juan de Covas.

## Toponimia
El nombre de Covas, o en singular Cova, tiene origen en el lugar donde se encontraba la iglesia parroquial de San Juan, situada originalmente en una caverna (en gallego cova), y que fue trasladada en el siglo XVIII a su ubicación definitiva.

## Geografía

### Situación
Está situada al noroeste de la ciudad de Vivero, entre el monte cordal de Riobarba y la ría de Vivero. Limita al norte con Suegos, al oeste con Riobarba y al sur y este con la parroquia de Santiago de Vivero.
Las construcciones urbanísticas se encuentran principalmente en la línea de la playa de Covas, con edificaciones principalmente unifamiliares o de hasta cuatro plantas en primera línea, seguidas de bloques lineales de mayor altura y de gran volumen que responden a los intereses turísticos.

### Hidrografía
Por su terreno transcurren los arroyos de Cantarrana, Loiba y Escourido, aunque de poco caudal.
En su litoral se encuentran las playas de Covas, Seiramar (o Falla) y Sacido, junto a la caleta de Roo (anexa a la playa de Sacido) y la playa de San Juan (entre acantilados y tomada por el mar, fue el lugar donde originalmente estaba la iglesia parroquial).

## Organización territorial
La parroquia está formada por veintisiete entidades de población, constando veinticinco de ellas en el nomenclátor del Instituto Nacional de Estadística español:

### Entidades de población
Entidades de población que forman parte de la parroquia:
- A Carreira
- A Casería
- Comiños
- Covas
- Escourido
- Foro (O Foro)
- Furcos
- Insua (A Insua)
- Laxe (A Laxe)
- Lodeiro
- Lombogordo (Lombo Gordo)
- Montecalvo
- O Porto
- Pallaregas
- Pardiñas (Pardiñás)
- Patarroa
- Pedreira
- Poceira (A Poceira)
- Riquián
- Sacido
- Silvarosa
- Soutullo (O Soutullo)
- Tras do Monte
- Ventoselle

### Despoblados
Despoblados que forman parte de la parroquia:
- Carracedo
- Merlín (O Merlín)
- Tora

## Demografía

### Parroquia
| Gráfica de evolución demográfica de Covas (parroquia) entre 2000 y 2021 |
|                                                                         |
| Datos según el nomenclátor publicado por el INE.                        |

### Lugar
| Gráfica de evolución demográfica de Covas (lugar) entre 2000 y 2021 |
|                                                                     |
| Datos según el nomenclátor publicado por el INE.                    |

## Patrimonio
Entre su patrimonio histórico cultural se encuentran el Pazo de Grallal (un histórico pazo construido en 1597), el puente Castelos o la cruz da Coruxa. Además, a lo largo de su paseo marítimo se encuentran monumentos y restos de naufragios conservados en memoria de antiguas tragedias navales acontecidas en la ría, como el monumento de Os Castelos erigido en memoria del hundimiento de la fragata Santa María Magdalena en 1810 y ubicado entre las rocas sobresalientes de la playa de Covas.
También es conocido el parque Pernas Peón porque era «una zona verde emblemática junto a la playa», hasta que en una actuación no exenta de polémica que iba encaminada a talar veinte pinos afectados por la procesionaria, terminó con la tala de más de ciento veinte árboles, tanto pinos como tuyas y eucaliptos históricos.